# 베로니카 포스의 갈망
《베로니카 포스의 갈망》(독일어: Die Sehnsucht der Veronika Voss)은 1982년 개봉된 서독의 흑백, 드라마 영화이다. 라이너 베르너 파스빈더가 감독과 공동각본을 맡았다. 영화 《마리아 브라운의 결혼》과 영화 《롤라》와 함께 파스빈더 감독의 BRD 삼부작 중 하나이다. 1982 베를린 영화제 황금곰상 수상작이다.

## 출연

### 주연
- 로젤 체히
- 힐머 다트
- 코넬리아 프로보에스

### 조연
- 안네마리 더링거
- 도리스 샤드
- 에릭 슈먼

## 기타
- 미술: 롤프 제헷보어
- 의상: 바바라 바움